# Piotrków Trybunalski Wąskotorowy
Piotrków Trybunalski Wąskotorowy (alternatywna nazwa Piotrków Sulejowski) – zlikwidowana wąskotorowa stacja kolejowa w Piotrkowie Trybunalskim, w województwie łódzkim, w Polsce. Była stacją początkową Piotrkowskiej Kolei Wąskotorowej.

## Historia
Stacja została uruchomiona w 1902 roku wraz z całą 19-kilometrową linią kolei wąskotorowej do Sulejowa; z racji lokalizacji przy Drodze Żelaznej Warszawsko-Wiedeńskiej pełniła rolę głównej stacji PKW. Początkowo, w zakresie infrastruktury stacja posiadała m.in. budynek dworcowy, 3 tory główne (przy siedmiu łącznie), dwustanowiskową lokomotywownię, obrotnicę - na którą wjazd był możliwy jedynie przez wspomnianą lokomotywownię - i rampę umożliwiającą przeładunek towarów z toru normalnego na wąski wraz z 1,7 km torów o rozstawie 1435 mm.
Stacja była kilkukrotnie rozbudowywana: pierwsze takie prace w 1908 objęły dobudowę toru umożlwiającego wjazd na obrotnicę z pominięciem lokomotywowni. W latach 20. do parowozowni od strony południowej dobudowano drewnianą szopę do napraw wagonów, zastępując ją pełnoprawnym przedłużeniem wspomnianej parowozowni o dwa dodatkowe stanowiska maksymalnie do końca lat 40. Po zakończeniu II wojny światowej dobudowano czwarty tor główny, a w latach 60. w sąsiedztwie lokomotywowni pojawiła się rampa transporterowa.
30 września 1986 roku ze stacji odjechał ostatni regularny pociąg pasażerski w historii Piotrkowskiej Kolei Wąskotorowej; w 1990 wraz z zerwaniem umowy z PKP przez Zakłady Przemysłu Wapiennego w Sulejowie, na kolei zamknięto przewozy towarowe. W 1994 roku stacja została wpisana do rejestru zabytków, a Towarzystwo Przyjaciół Kolei Wąskotorowej Piotrków-Sulejów, mające na celu uratowanie kolei przed likwidacją, zaczęło gromadzić na niej tabor; do 2004 roku była to stacja dla pociągów turystycznych uruchamianych do przystanku Bugaj Piotrkowski lub Bugaj Blue Box. Po rozbiórce torowiska na terenie miasta, Towarzystwo zorganizowało na stacji pożegnanie kolei, a następnie uległo rozwiązaniu; tabor znajdujący się na terenie Piotrkowa Wąskotorowego był wywożony do 2010 roku.

## Układ stacji
W części południowej stacji znajdują się rampa umożliwiająca wciąganie taboru wąskotorowego na wagony normalnotorowe oraz rampa transporterowa. Na wysokości rampy, kilka metrów na wschód a na tyłach lokomotywowni, znajdowała się obrotnica (używana tylko do lat 20.) wraz z trzema torami pozwalającymi na odstawienie taboru. Na północ od opisanych obiektów znajduje się dwutorowa, czterostanowiskowa lokomotywownia wraz z przybudówką służbową zlokalizowaną od strony wschodniej; obok lokomotywowni wybudowano murowany magazyn. Przed lokomotywownią znajdują się tzw. budynek produkcyjny oraz drewniany szalet.
W centrum stacji stoi piętrowy budynek dworcowy, w którym ulokowano również mieszkania pracownicze (przekształcone w latach 80. na biura); nieco na północ od niego jest peron, zlokalizowany przy torze głównym dodatkowym. W samej części północnej znajdowały się zasiek węglowy oraz rampa przeładunkowa wraz z budynkiem gospodarczym.